# Liste des primats de l'Église orthodoxe macédonienne
Liste des primats de l'Église orthodoxe macédonienne

## Archevêques d'Ohrid et de Macédoine
| Nom      | Dates de vie | Mandat                        |
| -------- | ------------ | ----------------------------- |
| Dosithée | 1906 – 1981  | 1967 – 1981                   |
| Angelari | 1911 – 1986  | 1981 – 1986                   |
| Michaël  | 1914 – 1999  | 1986 – 1999                   |
| Stéphane | Né en 1955   | 10 octobre 1999 – aujourd’hui |